# سمك الببغاء ثقيل المنقار
سمك الببغاء ثقيل المنقار (الاسم العلمي: Chlorurus gibbus) يعرف أيضًا بـ سمك الببغاء الأحدب، أو سمك القد الصخري المنمش، أو سمك ببغاء البحر الأحمر. هو نوع من الأسماك البحرية شعاعية الزعانف ضمن فصيلة أسماك الببغاء، وتتواجد في البحر الأحمر.

## الوصف
يعد سمك الببغاء ثقيل المنقار نوع كبير من أسماك الببغاء؛ حيث يمكن أن يبلغ الطول الكلي له 70 سنتيمتر (28 بوصة) ويصل وزن هذا النوع 2.2 كيلوغرام (4.9 رطل). تتميز الأفراد الصغار المنفردة بخطوط سوداء وبيضاء طولية، والكبار باللون الأزرق مع لمعان أخضر وبنفسجي لدى الذكور ولمعان أصفر لدى الإناث.

## الانتشار
ينتشر سمك الببغاء ثقيل المنقار في البحر الأحمر وخليج العقبة، لكنه لم يتم العثور عليه في خليج عدن حيث تم العثور على نوع مرتبط بسمك الببغاء قوي الرأس Chlorurus strongylocephalus، كما يتطلب التحقق من تقرير يفيد بوجود سمك الببقاء ثقيل المنقار في جزيرة سقطرى.

## الموطن وعلم الأحياء
يتواجد سمك الببغاء ثقيل المنقار في الشعاب الضحلة والمناطق المجاورة للرمال في المناطق المائية والخلجان على عمق يتراوح بين 2 إلى 30 متر (6.6إلى 98.4 قدم)، وتتجمع الأسماك البالغة فوق الشعاب الخارجية حيث يوجد نمو وفير للطحالب؛ حيث تأكل هذه الأسماك الطحالب الشعرية. تم تسجيلهم بأنهم يصلون إلى 14 عامًا من العمر. تعد هذه الأسماك خنثى بالتتابع حيث تلد كأنثى ثم في مرحلة ما من حياتها تحوّل الجنس إلى ذكر، ولديهم هيكل اجتماعي يتألف من حريم (أي عدد من الإناث مع ذكر واحد مهيمن)، ومع ذلك فهم ليسوا مخلوقات مناطقية وبالتالي يستطيعون العيش والتغذية جنبًا إلى جنب مع أنواع أخرى بسلام. تندمج أسنان سمك الببغاء ثقيل المنقار لتشكيل منقار قوي يتم استخدامه من أجل التغذية على الطحالب الشعرية التي تنمو على المرجان الميت، وغالبًا ما يتم العثور على هذه الأسماك تتغذى بين سحابة من الرواسب، كما تعد هذه الأسماك بيوضية حيث تشكل أزواجًا للتبويض. تقوم هذه الأسماك خلال الليل بإنشاء كيس من المخاط والفقاعات الذي يوفر الحماية من المفترسات الليلية.

## التصنيف

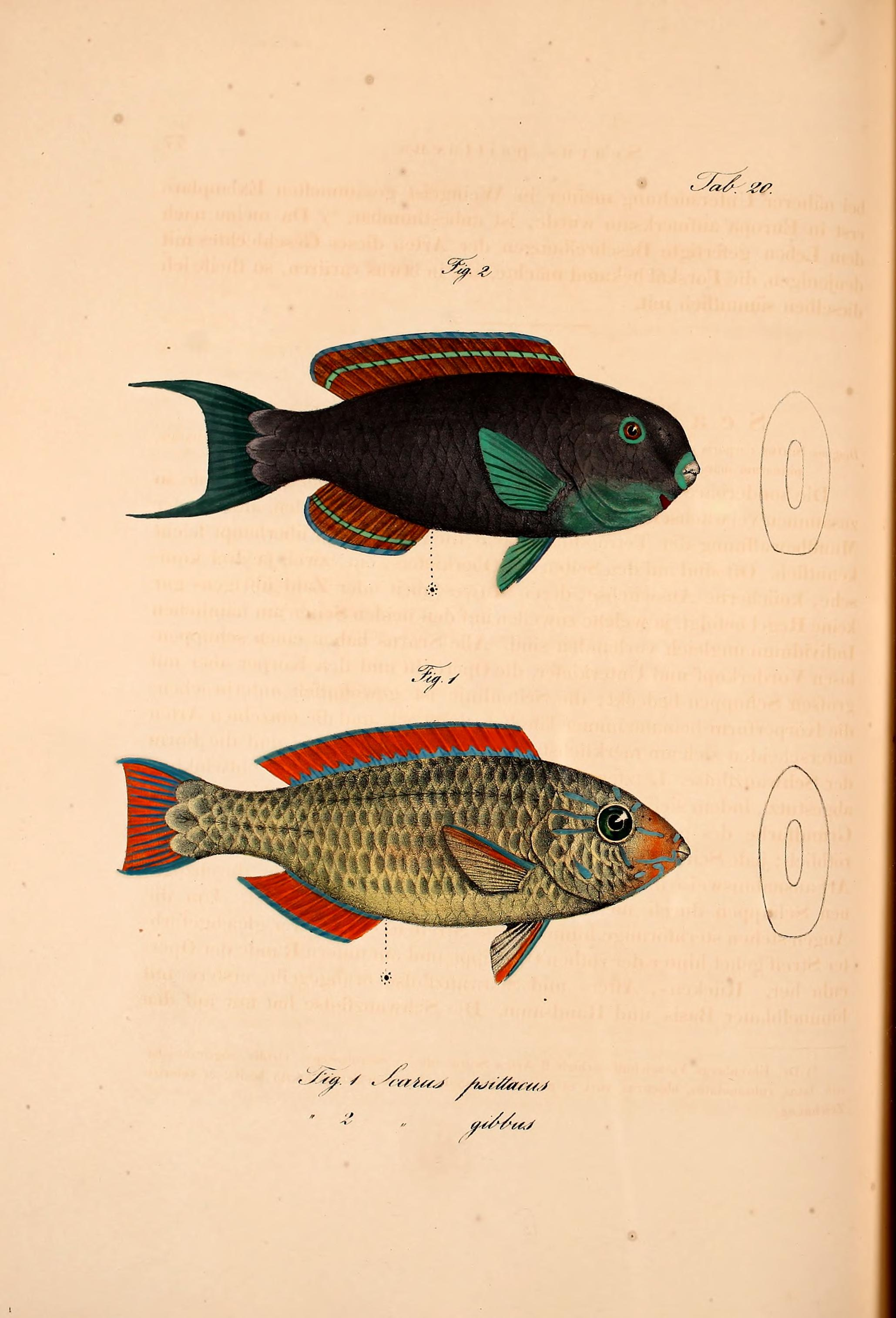
صورتين بيانية للسمكة من كتاب "أطلس للرحلة في شمال أفريقيا" لإدوارد روبل

تم التعرف على سمك الببغاء ثقيل المنقار ووصفه علميًا لأول مرة من قبل المستكشف والعالم الطبيعي الألماني إدوارد روبل في عام 1829 م حيث وضع الاسم Scarus gibbus له، وحدد موقع هذا النوع في قرية المويلح في منطقة تبوك بالمملكة العربية السعودية، وعندما أنشأ ويليام سوانسون جنس الأسماك خضراء الذيل Chlorurus عام 1839 م، اختار الاسم Scarus gibbus كنوع نموذجي له. يشكل سمك الببغاء ثقيل المنقار جنبًا إلى جنب مع سمك الببغاء قوي الرأس C. strongylocephalus في المحيط الهندي وسمك الببغاء حاد الرأس C. microrhinos في وسط غرب المحيط الهادئ مجمع أنواع.

## الاستخدامات
يتم صيد سمك الببغاء ثقيل المنقار في وسط البحر الأحمر، ويتبين أنه جزء كبير من صيد سمك الببغاء في سوق الأسماك في جدة.

## معرض صور

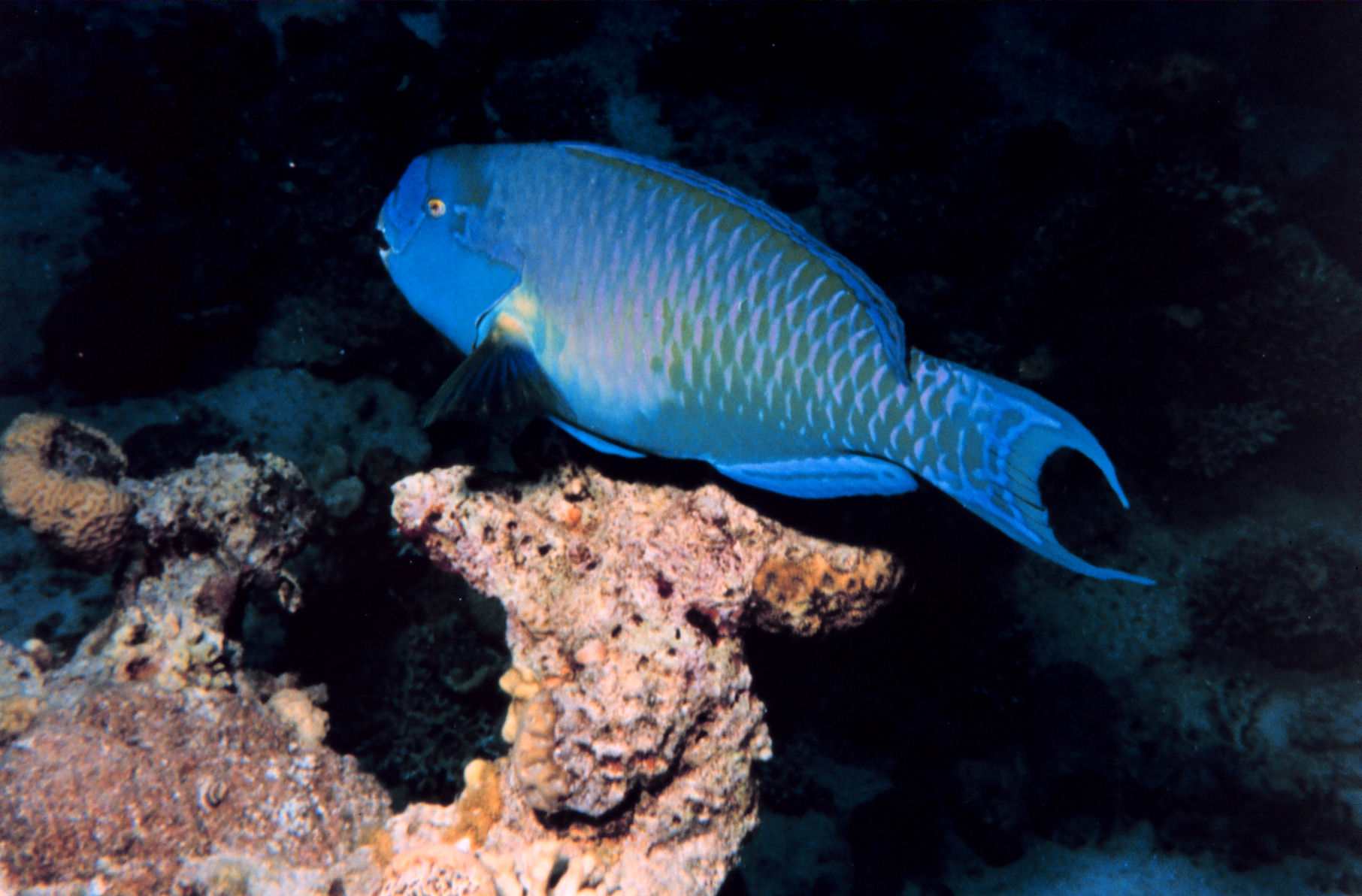
سمك ببغاء ثقيل منقار في خليج العقبة، البحر الأحمر
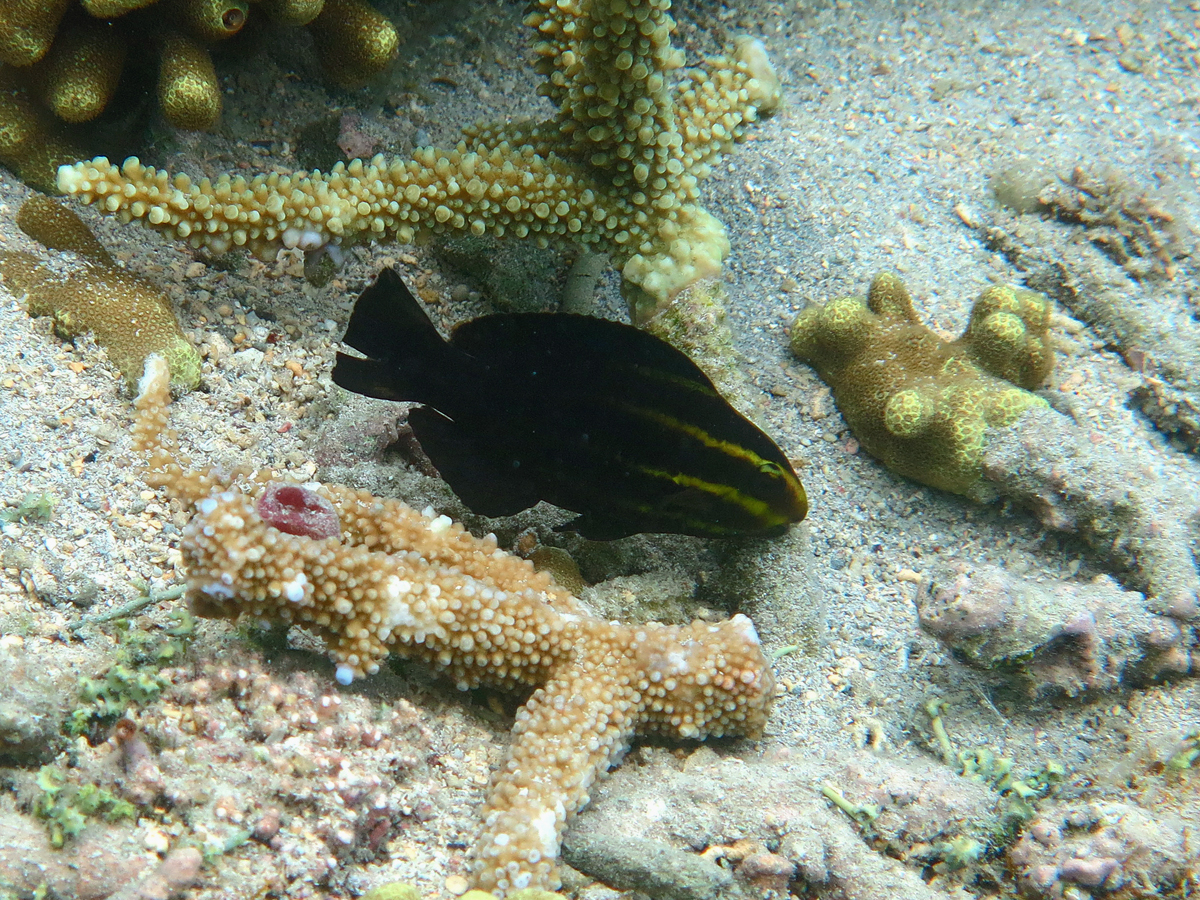
سمكة ببغاء ثقيلة منقار صغيرة في لا ريونيون